# Rex (azienda)
Rex è stato un marchio italiano di elettrodomestici di proprietà della Electrolux Italia S.p.A. di Porcia, in provincia di Pordenone, consociata della multinazionale svedese Electrolux. 
Nato nel 1933 come marchio di elettrodomestici della Zanussi, è stato progressivamente prima affiancato e poi sostituito dal marchio Electrolux a partire dagli anni 2000.

## Storia
L'Officina Fumisteria Antonio Zanussi di Pordenone, produttrice di stufe e forni a legna, nel 1933 entrò nel settore degli elettrodomestici. Il titolare dell'azienda Antonio Zanussi (1890-1946) decise di contrassegnare i prodotti del nuovo settore con un nuovo marchio; volendo evocare l'immagine di un prodotto di alta qualità, scelse il nome Rex in omaggio all'omonimo transatlantico italiano, uno dei più moderni, lussuosi e veloci bastimenti dell'epoca, che in quello stesso anno aveva conquistato il Nastro Azzurro, il premio assegnato alla nave che svolgeva più velocemente la traversata dell'Oceano Atlantico dall'Europa verso il Nord America. Zanussi, quindi, chiese ed ottenne dalla compagnia marittima Italia Flotte Riunite, armatrice della famosa nave, di poterne utilizzarne il nome. Il primo prodotto a marchio Rex fu la cucina modello 503. Nel 1935 fu lanciata la cucina a legna Patent, che ebbe notevole successo commerciale in Italia ed anche all'estero, in particolare in Austria e Germania.
Il marchio Rex riscosse subito molto successo, al punto che l'originario marchio Zanussi passò in secondo piano, venendo ripreso solo negli anni sessanta per le esportazioni. Gli elettrodomestici a marchio Rex prodotti dall'azienda friulana si imposero sul mercato grazie soprattutto al design, per il quale la medesima fu insignita del Premio Compasso d'oro per la cucina Modello 700 nel 1962 e per la lavabiancheria Modello P5 nel 1967. Rex acquisì maggiore notorietà grazie agli spot del programma Carosello della Rai, di cui il primo, girato nel 1961 per reclamizzare un frigorifero, era interpretato dagli attori Fernandel e Giulio Marchetti e diretto da Attilio Vassallo. Altri celebri spot Rex di Carosello furono quelli interpretati dall'attore Paolo Stoppa tra il 1962 ed il 1965, diretti da Attilio Vassallo e da Vittorio Carpignano. Nel 1960 Zanussi creò la sua divisione elettronica, iniziando dunque la produzione di televisori sempre con il marchio Rex; il primo modello fu il Rex 27.
Negli anni settanta Zanussi divenne il primo produttore italiano di elettrodomestici ed il marchio Rex deteneva una quota di mercato in Italia del 22%.  Nel 1972 la Rex commercializza i primi TV a colori, pur non essendoci trasmissioni a colori in Italia, facendo una campagna pubblicitaria sui settimanali con lo slogan "L'altra sera 300.000 tedeschi hanno visto l'attore (che variava nei diversi ADV) a colori. Grazie a Rex. Nel 1984 Zanussi venne rilevata dalla multinazionale svedese produttrice di elettrodomestici Electrolux ed il marchio Rex uscì dal settore dell'elettronica di consumo. Nel 1990 fu inventato il famoso slogan "Fatti per essere il numero uno".
Gli elettrodomestici con il solo marchio Rex continuarono ad essere commercializzati fino al 2004, anno in cui la multinazionale scandinava decise di sostituirlo con quello Electrolux al di fuori dell'Italia, mentre in Italia venne introdotto un nuovo marchio che li comprendeva entrambi, Rex-Electrolux. Sei anni più tardi, nel 2010, il marchio venne invertito diventando Electrolux-Rex. Nel 2015 anche in Italia la dicitura Rex scomparve del tutto, lasciando il posto al solo marchio Electrolux.

## Sponsorizzazioni
Rex è stato sponsor dell'Udinese Calcio dalla stagione 1987-88 alla stagione 1991-92.